# Força de Apoio Geral (Exército Português)
A Força de Apoio Geral (FAp Geral) do Exército Português é o conjunto das unidades operacionais destinadas a dar apoio geral de combate e serviços à Força Operacional Permanente do Exército. Ao contrário das forças de apoio direto, integradas nas grandes unidades operacionais - brigadas e zonas militares - as unidades da FAp Geral estão diretamente dependentes do Comando Operacional do Exército Português. As unidades operacionais da FAp Geral são aprontadas pelas diversas unidades da Estrutura Base do Exército, localizadas em vários pontos do país.
A Força de Apoio Geral é constituída pelas seguintes unidades, após a nova orgânica do Exército:
- 1ª Companhia de Engenharia de Apoio Geral, aprontada pelo Regimento de Engenharia N.º 1
- 2ª Companhia de Engenharia de Apoio Geral, aprontada pelo Regimento de Engenharia N.º 3
- Agrupamento Sanitário
- Comando do Batalhão de Engenharia, aprontada pelo Regimento de Engenharia N.º 1
- Destacamento CIMIC, aprontado pelo Regimento de Apoio Militar de Emergência
- Companhia de Defesa Nuclear, Biológica e Química e Radiológica (NBQR), aprontada pelo Regimento de Engenharia N.º 1
- Companhia de Engenharia, aprontada pelo Regimento de Engenharia N.º 1
- Companhia de Guerra Eletrónica, aprontada pelo Regimento de Transmissões
- Companhia de Manutenção, aprontada pelo Regimento de Manutenção
- Companhia de Pontes, aprontada pelo Regimento de Engenharia N.º 1
- Companhia de Reabastecimento de Serviços, aprontada pela Escolados Serviços
- Companhia de Transportes, aprontada pelo Regimento de Transportes
- Grupo de Equipas de Inativação de Engenhos Explosivos, aprontado pelo Regimento de Engenharia N.º 1
- Grupo de Polícia do Exército, aprontado pelo Regimento de Lanceiros Nº 2
- Núcleo de Apoio e Intervenção Psicológica, aprontado pelo Centro de Psicologia Aplicada do Exército
- Unidade de Apoio Geoespacial, aprontado pelo Centro de Informação Geoespacial do Exército
- Unidade de Apoio Militar de Emergência, aprontada pelo Regimento de Apoio Militar de Emergência

Parte das unidades, da Força de Apoio Geral, existe a título permanente. Outra parte seria mobilizada em caso de necessidade.
1. ↑  «Exército Português». www.exercito.pt. Consultado em 7 de fevereiro de 2021